# Michel Combes
Michel Combes   (Galhac, 25 de novembre de 1950) és un ex-pilot de motocròs occità que tingué ressò internacional durant la dècada del 1970. Guanyà dos campionats de França en la cilindrada dels 500 cc (1969 en categoria Nat i 1975 en la superior) i protagonitzà bones actuacions al Campionat del Món de motocròs, especialment durant les temporades de 1973 i 1974 a la Cup FIM 125cc (l'antecedent del Campionat del món d'aquesta cilindrada), on amb una Montesa Cappra ocupà places capdavanteres a la classificació final.
Durant la seva carrera esportiva, Combes coincidí als circuits amb Jean-Claude Nowak, amb qui entaulà una bona amistat. Fou justament per mitjà de Combes que Montesa contactà el normand per a fitxar-lo com a pilot oficial a començaments de la dècada de 1970. Igual que Nowak, Combes és especialment recordat com un dels principals pilots oficials de la marca catalana.